# Clémentine Barzin
 (juin 2019).
Si vous disposez d'ouvrages ou d'articles de référence ou si vous connaissez des sites web de qualité traitant du thème abordé ici, merci de compléter l'article en donnant les références utiles à sa vérifiabilité et en les liant à la section « Notes et références ».
Pour les articles homonymes, voir Barzin (homonymie).
Clémentine Barzin, née le 20 novembre 1974 est une femme politique belge, membre du Mouvement réformateur.

## Biographie
Elle a un master en journalisme et communication (ULB; 1997), un master exécutif en marketing et advertising (ULB,; 2003) et un master en gestion publique (HE Franciisco Ferrer; 2015-2017).

## Carrière Politique
Elle est attachée de presse successivement au cabinet du ministre bruxellois Hervé Hasquin (1996-1998), au théâtre des Compagnies (1999), à la PR Force Public Relations (2000) et auprès de Thalys (2001-2003), au cabinet du ministre Jacques Simonet (2004-2009), puis du ministre Didier Reynders (2009-2017) avant d'intégrer un poste d'échevin à Bruxelles-Ville en février 2018.
Elle est la fille de Pierre Barzin (ancien Échevin des sports de la Ville de Namur),.

## Fonctions politiques
- 2012-2018 : Conseillère communale de Bruxelles-Ville
- 2018 : échevine de la Revitalisation urbaine et de la Participation citoyenne à la ville de Bruxelles
- 2019- : députée bruxelloise